# Remo Salvadori
Remo Salvadori (* 1947 in Cerreto Guidi, Toscana) ist ein italienischer Maler und Plastiker.

## Leben und Werk

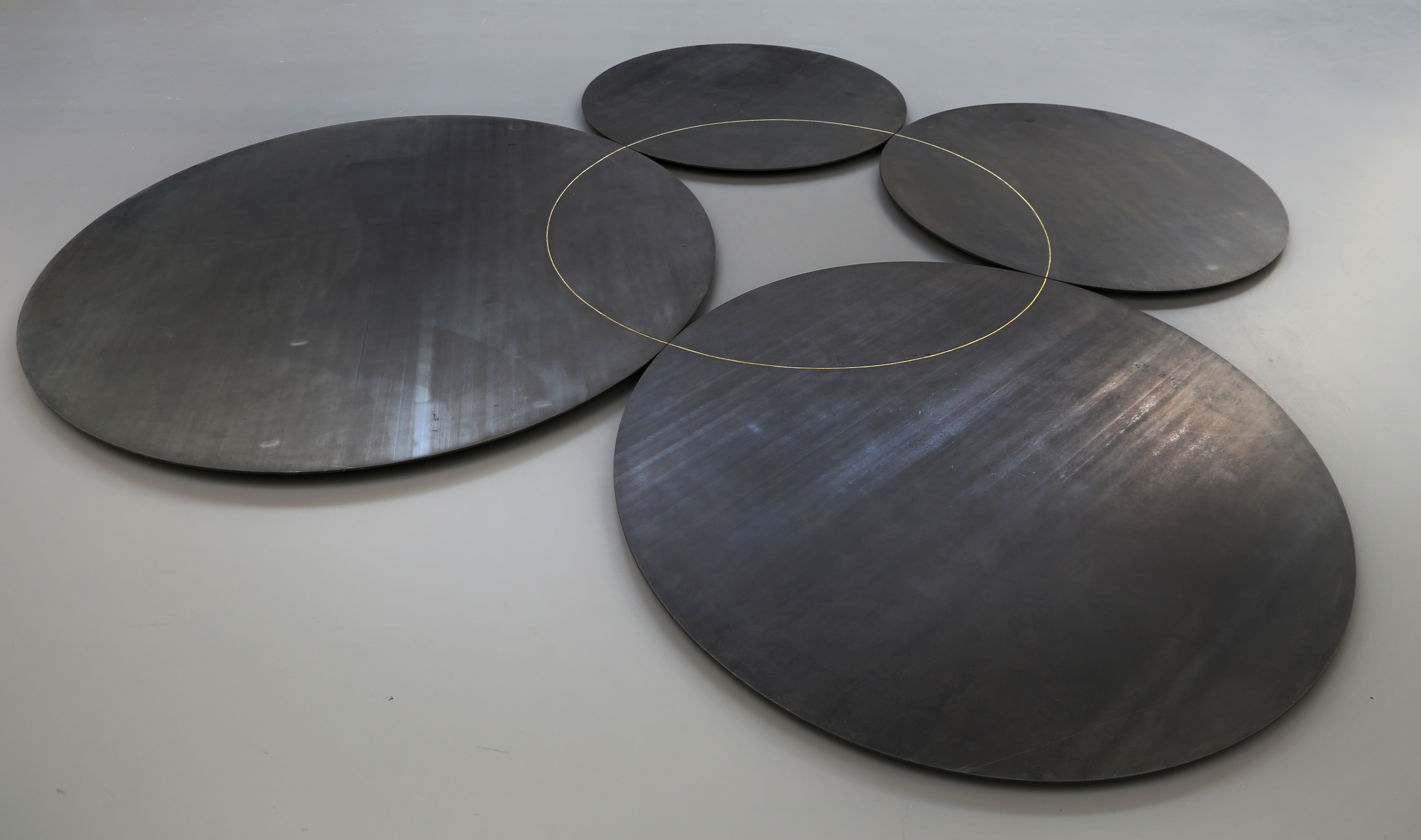
Stella, 1998

Remo Salvadori ist in Cerreto Guidi, unweit des Örtchens Vinci, geboren. Studiert hat er an der Accademia di Belle Arti in Florenz. Er gehört zu den Vertretern der italienischen Kunst. Zusätzlich zur Malerei fertigt Salvadori auch skulpturale Objekte, vorwiegend Wandobjekte, an.

## Ausstellungen (Auswahl)
- 2014: Copper Crossings–Copper Shapes in Contemporary Art, Design, Technology and Architecture Triennale Design Museum, Mailand[3]
- 2012: Wunderbar Kunstmuseum Winterthur, Winterthur
- 1992: Documenta IX, Kassel[4]
- 1982: documenta 7, Kassel
- 1982: Biennale di Venezia, Venedig